# Fiat Doblò
Fiat Doblò — коммерческий автомобиль компании Fiat. Автомобиль выпускается с 2000 года.[когда?] Различные версии автомобиля собираются в Турции, Бразилии, России и Вьетнаме. Также в Северной Корее компанией Пхёнхва Моторс (Pyeonghwa Motors) на базе Doblò собирается автомобиль под торговой маркой «Ппоккуги» (Ppeokkugi). Осенью 2005 года в семействе Doblò был произведен рестайлинг. Был изменен дизайн передней части, поменялись передний и задний блок фар.
В 2010 году было показано второе поколение, которое также известно как Opel Combo D. В 2015 году был произведён рестайлинг -  изменилось оформление передней части кузова.
На базе Fiat Doblò выпускается множество автомобилей с различными вариантами базовой комплектации и в нескольких вариантах кузова, от грузового фургона до микроавтобуса. На российском рынке были представлены две разновидности Fiat Doblò. Это грузовая версия Doblò Cargo и минивэн Doblò Panorama.

## Двигатель
Автомобили Fiat Doblò комплектуются различными типами двигателей: дизельные 1,3 л (75 л.с.), 1,3 л (85 л.с.) 1,9 л (105 л.с.), 1,9 л (120 л.с.); бензиновые 1,4 л (76 л.с.). Кроме того, выпускаются специальные версии на натуральном газе 1,6 л (91 л.с.) и версии с электродвигателем

## Награды
В 2005 году в Амстердаме на выставке коммерческого автотранспорта RAI 2005 Fiat Doblò завоевал награду «International Van of the Year 2006». 19 журналистов, входящих в состав жюри конкурса, поставили 133 из 188 возможных баллов минивэну Fiat Doblò Cargo. Это позволило автомобилю Fiat выиграть главный приз конкурса.

## Применение
Применяется в качестве основного патрульного автомобиля ППС(Пост Патрульной Службы) Азербайджана.

## Безопасность
| Euro NCAP                                                   | Euro NCAP | Euro NCAP | Euro NCAP |
| ----------------------------------------------------------- | --------- | --------- | --------- |
| Рейтинги                                                    | Пассажир  |           | 23        |
| Рейтинги                                                    | Ребёнок   |           | 34        |
| Рейтинги                                                    | Пешеход   |           | 1         |
| Протестированная модель: Fiat Doblo 1.9 JTD Panorama (2004) |           |           |           |